# Boone (Carolina del Nord)
Boone è una città degli Stati Uniti d'America situata nella Carolina del Nord, nella Contea di Watauga, della quale è anche il capoluogo.